# The Pop 'N Rocker Game
The Pop 'N Rocker Game est un jeu télévisé diffusé entre le 17 septembre 1983 et janvier 1984 aux États-Unis.

## Principe du jeu
Trois adolescents s'affrontent. Cinq ou six questions de culture musicale pop sont posées, certaines ayant des supports visuels. Chaque question rapporte 50 $. Après la dernière question, l'artiste mentionné dans celle-ci apparaît et interprète une chanson.
Après cette performance, le round du Compte à rebours débute. Les questions commencent à 50 $ et augmente de 10 $ à chaque question pendant 60 secondes. Le compétiteur en tête remporte le jeu et débute le Superstar Round. Si avant cela il y a une égalité entre deux ou trois candidats, le présentateur pose une dernière question et le candidat qui buzz et répond correctement à la question remporte le jeu.
Dans le Superstar Round, le candidat se trouve face à des noms de groupes mélangés. Le présentateur lit chaque indice et si le candidat arrive à en démêlés trois en 30 secondes, il remporte le prix et 2 000 $ de plus. Après cette manche, un des groupes mentionnés arrive sur scène et interprète un de leurs titres.
Le jeu se termine ensuite sur une chanson du premier artiste.